# Benjamin Richard Canneman
Benjamin Richard Canneman (Den Haag, 13 augustus 1909 – aldaar, 28 oktober 1982) was burgemeester van Hoorn. Canneman is de broer van architect Elias Canneman.

## Levensloop
Hij werd geboren als zoon van Elias Canneman (1872-1948) en Catherine Jeannette Françoise Charlotte Hasselman (1872-1955). Zijn vader is werkzaam geweest als refendaris bij het ministerie van Onderwijs, Kunsten en Wetenschappen. Na zijn studie rechten aan de Universiteit van Leiden promoveerde B.R. Canneman in 1936 aldaar op het onderwerp "Represailles". Na een start als directiesecretaris van de Rijkswerkinrichting te Veenhuizen werd Canneman in 1939 benoemd als afdelingshoofd van de Provinciale Griffie Drenthe te Assen en Chef van het Kabinet van de commissaris van de Koningin. Tevens fungeerde hij als rechter-plaatsvervanger bij de Arrondissementsrechtbank te Assen en als voorzitter van een oorlogstribunaal aldaar.
 In 1949 werd hij, in navolging van zijn grootvader Benjamin Richard Ponningh Hasselman, burgemeester en wel van de Noord-Hollandse gemeente Hoorn.

## Burgemeester van Hoorn
In de 22 jaar die Canneman als burgemeester van Hoorn functioneerde (van 1949 tot 1971) is de stad aangewezen als groeikern met een aanzienlijke overloop uit Amsterdam. Hij stelde de gemeenschappelijke regeling van Westfriese gemeenten op die zou resulteren in het Samenwerkingsorgaan Westfriesland. Als voorzitter bewerkstelligde hij een fusie tussen het toenmalige Stadsziekenhuis en het ziekenhuis de Villa, waaruit het Streekziekenhuis is voortgekomen. Ook het industrieterrein Hoorn '80 is onder zijn beleid tot stand gekomen. De uitbreidingsplannen in de Grote Waal en Risdam werden onder zijn leiding verwezenlijkt. De monumentenzorg had zijn grote aandacht, hetgeen resulteerde in het (eerste) erelidmaatschap van de Vereniging Oud-Hoorn. Voor zijn verdiensten werd hij onderscheiden (Ridder in de Orde van Oranje-Nassau).

### Dr Lucas van Hasselt
Onder het pseudoniem Dr Lucas van Hasselt schreef Canneman een aantal artikelen over de geschiedenis van Hoorn, die werden uitgegeven door het Genootschap Oud-Westfriesland.

## Varia

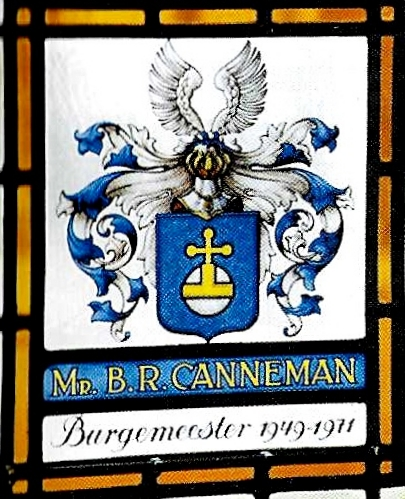
Ruit Statenlogement

Als laatste burgemeester die volledig in het Statenlogement in Hoorn zetelde, is zijn wapen bij zijn afscheid in mei 1971 in het raam van de toenmalige burgemeesterskamer van het Statenlogement geplaatst.

## Persoonlijk
Canneman was getrouwd met de aquarelliste Digna Canneman-Boland (1912-2003). Zij hadden vier kinderen.